# Agnes Zimmermann
Pour les articles homonymes, voir Zimmermann.
Agnes Marie Jacobina Zimmermann, née le 5 juillet 1847 à Cologne et morte le 14 novembre 1925 à Londres, est une pianiste et compositrice anglaise d'origine allemande, qui s'est installée en Angleterre dès ses neuf ans.

## Biographie
La famille d’Agnes Zimmermann s’est installée en Angleterre et Agnes est admise à la Royal Academy of Music de Londres alors qu’elle avait neuf ans. Ses professeurs sont Reginald Steggall et Cipriani Potter. Plus tard elle étudie avec Ernst Pauer et George Alexander Macfarren. Agnes Zimmermann bénéficie d’une bourse d’étude de 1860 à 1862. Elle fait ses débuts au Crystal Palace en interprétant le Concerto pour piano no 5 de Beethoven, le 5 décembre 1863. Pianiste accomplie, elle est considérée favorablement pour sa technique.

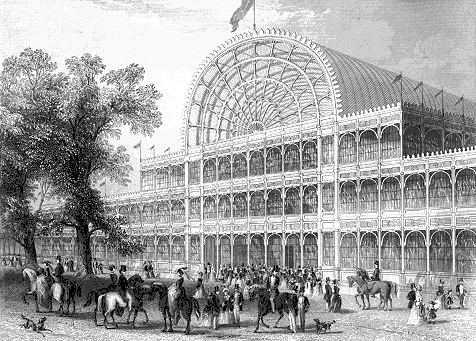
Le Crystal Palace en 1851.

Agnes Zimmermann est partie en tournée en Allemagne en 1864 et se produit notamment au Gewandhaus de Leipzig et elle joue avec Clara Schumann en 1868 son Andante and Variations pour deux pianos ; suivi d'autres concerts en 1879, 1880, 1882 et 1883. Ses tournées anglaises où elle interprète de grandes œuvres classiques « lui valent un immense succès ».
Elle a publié chez Novello ses propres éditions des sonates de Beethoven et Mozart ainsi que des compositions de Schumann.
Plusieurs compositeurs lui ont dédié des œuvres. George Alexander Macfarren lui a dédié ses Three Sonatas (1880) et Michele Esposito ses Ballades op. 59 (1907). Mais également Anton Rubinstein (Impromptu, pour piano, op. 109 no 5) et Salomon Jadassohn (Sérénade pour orchestre no 4, op. 73),.

## Œuvre
Agnes Zimmermann a composé de nombreuses pièces pour piano, de la musique de chambre, notamment un trio avec piano et trois sonates pour violon, ainsi que des pièces vocales.
Son style est de facture classique et comme tous ses contemporains anglais, influencé par Mendelssohn.
- Bolero, pour piano op. 2
- Barcarolle, pour piano op. 8
- Mazurek, pour piano op. 11 (1869)
- Marche, pour piano op. 13 (1869)
- Gavote, pour piano op. 14 (1870)
- Presto alla tarantella, pour piano op. 15 (1869)
- Sonate pour piano en sol mineur
- Trois sonates pour piano et violon, op. 16 (1868), 21 (1876) et 23 (1897)
- Sonate pour violoncelle, op. 17 (Schott, 1872)[10]
- Trio pour piano, violon et violoncelle, op. 19 (1870 ; Novello 1873)[11]
- Gavote, pour piano op. 20 (1873)
- Suite, pour piano op. 22 (1878)
- Bourée, pour piano op. 24 (1883)

## Discographie
- Sonates pour violon - Mathilde Milwidsky, violon ; Sam Haywood, piano (2020, Toccata TOCC0541)[12]